# Người Mỹ gốc Scotland
Người Mỹ gốc Scotland (tiếng Anh: Scottish Americans, Scots Americans, tiếng Gael Scotland: Ameireaganaich Albannach; tiếng Scots: Scots-American) là một sắc tộc người Mỹ có nguồn gốc tổ tiên từ Scotland. Người Mỹ gốc Scotland-Ireland cũng giống như họ, nhưng tổ tiên của họ đã ở lại Ireland qua nhiều thế hệ trước khi đến Hoa Kỳ.
Vào thế kỷ 18, người Scotland bắt đầu di cư sang Hoa Kỳ với số lượng lớn và tốc độ của cuộc nổi loạn của Đảng James 1745 đã tăng tốc vào năm 1745. Di cư quy mô lớn đã khiến một phần dân số Scotland trống rỗng, gây ra việc làm sạch vùng cao. Những người nhập cư này ban đầu định cư ở Nam Carolina và Virginia và sau đó lan sang các tiểu bang khác.

## Nhân vật nổi tiếng

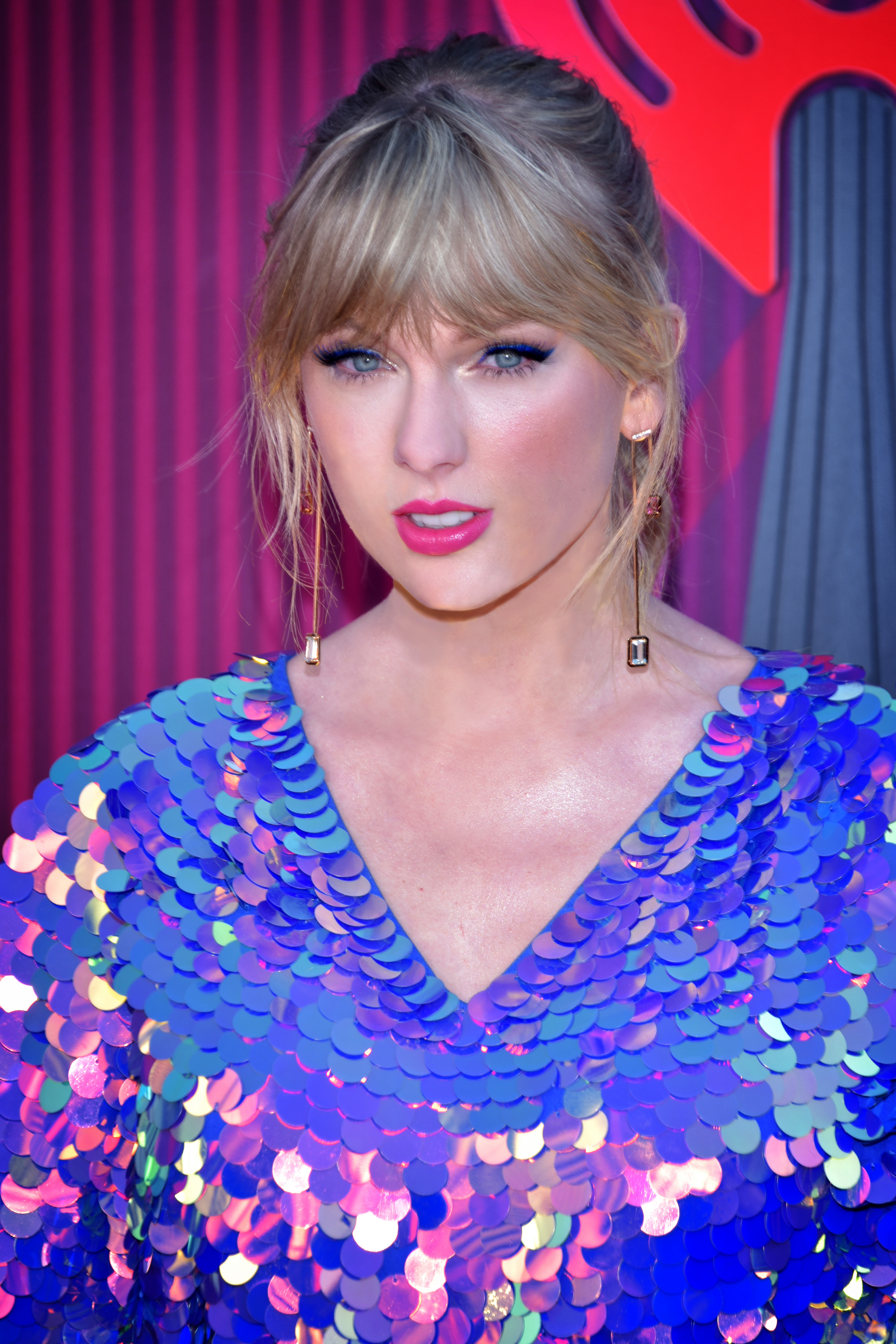
Taylor Swift, ca sĩ kiêm sáng tác nhạc.
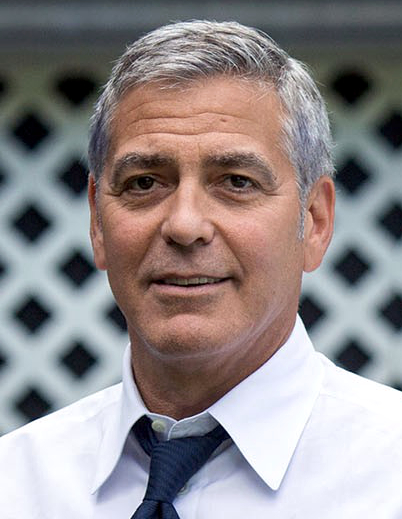
George Cloooney, diễn viên và đạo diễn.
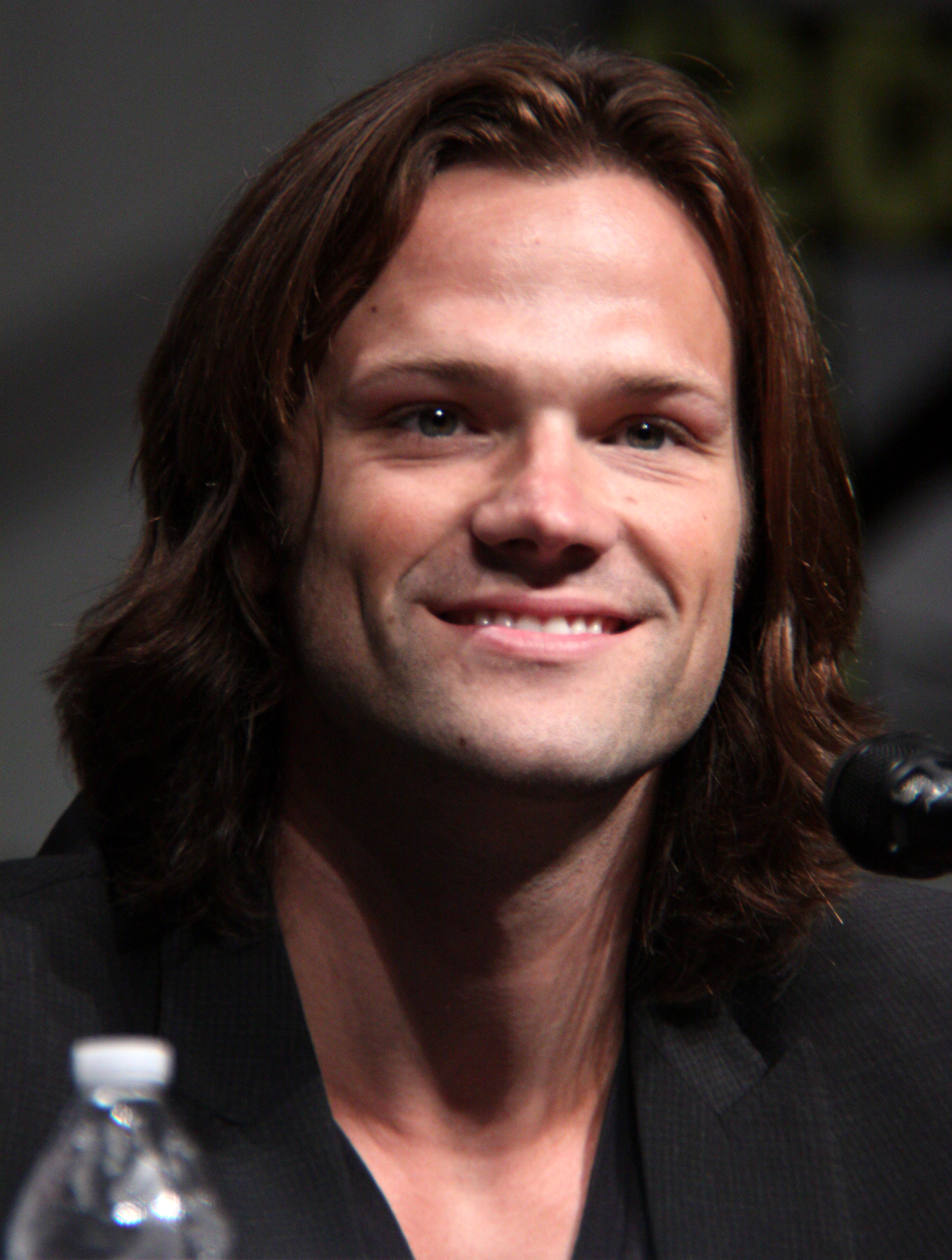
Jared Padalecki, diễn viên.
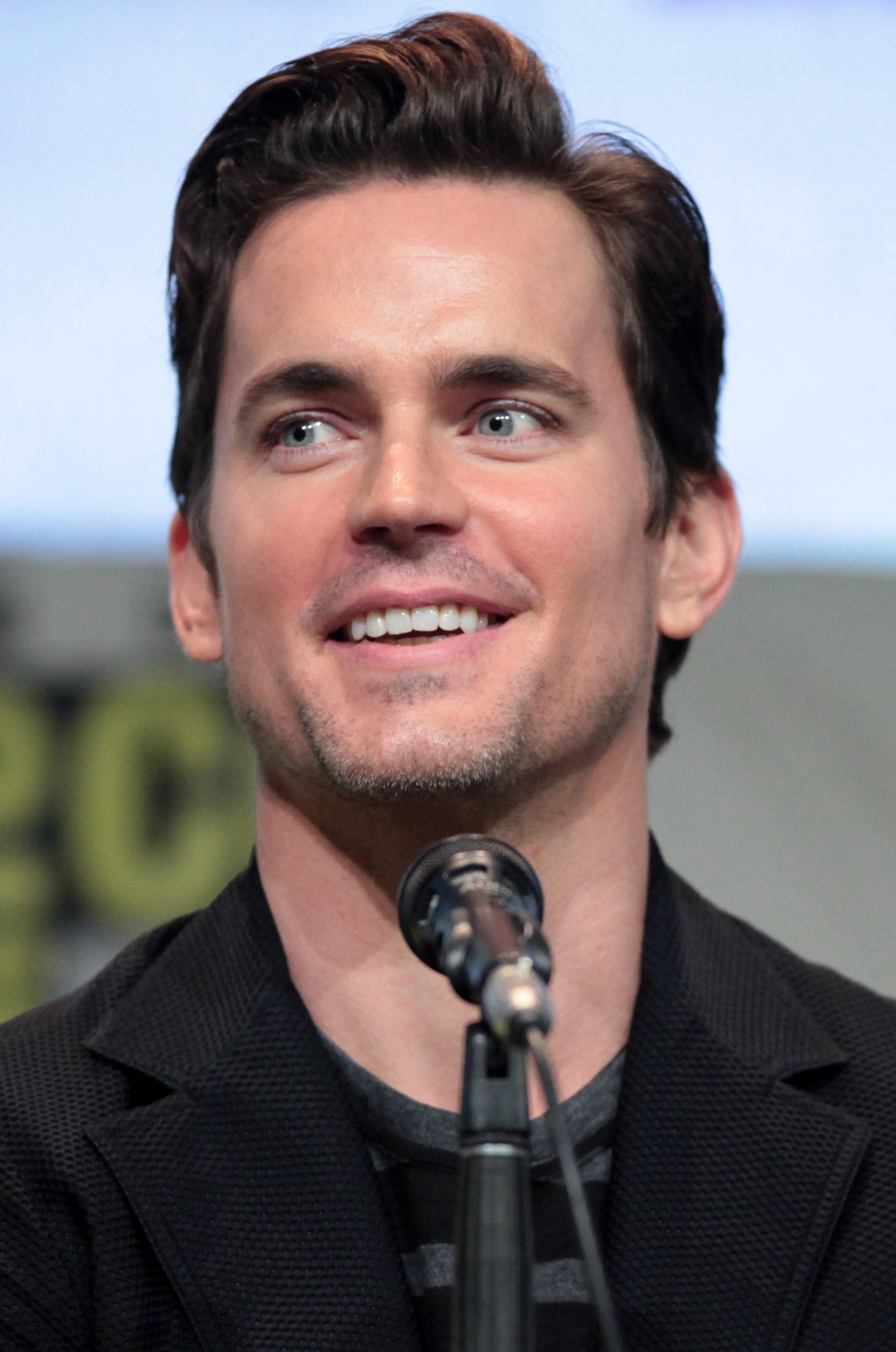
Matt Bomer, diễn viên.
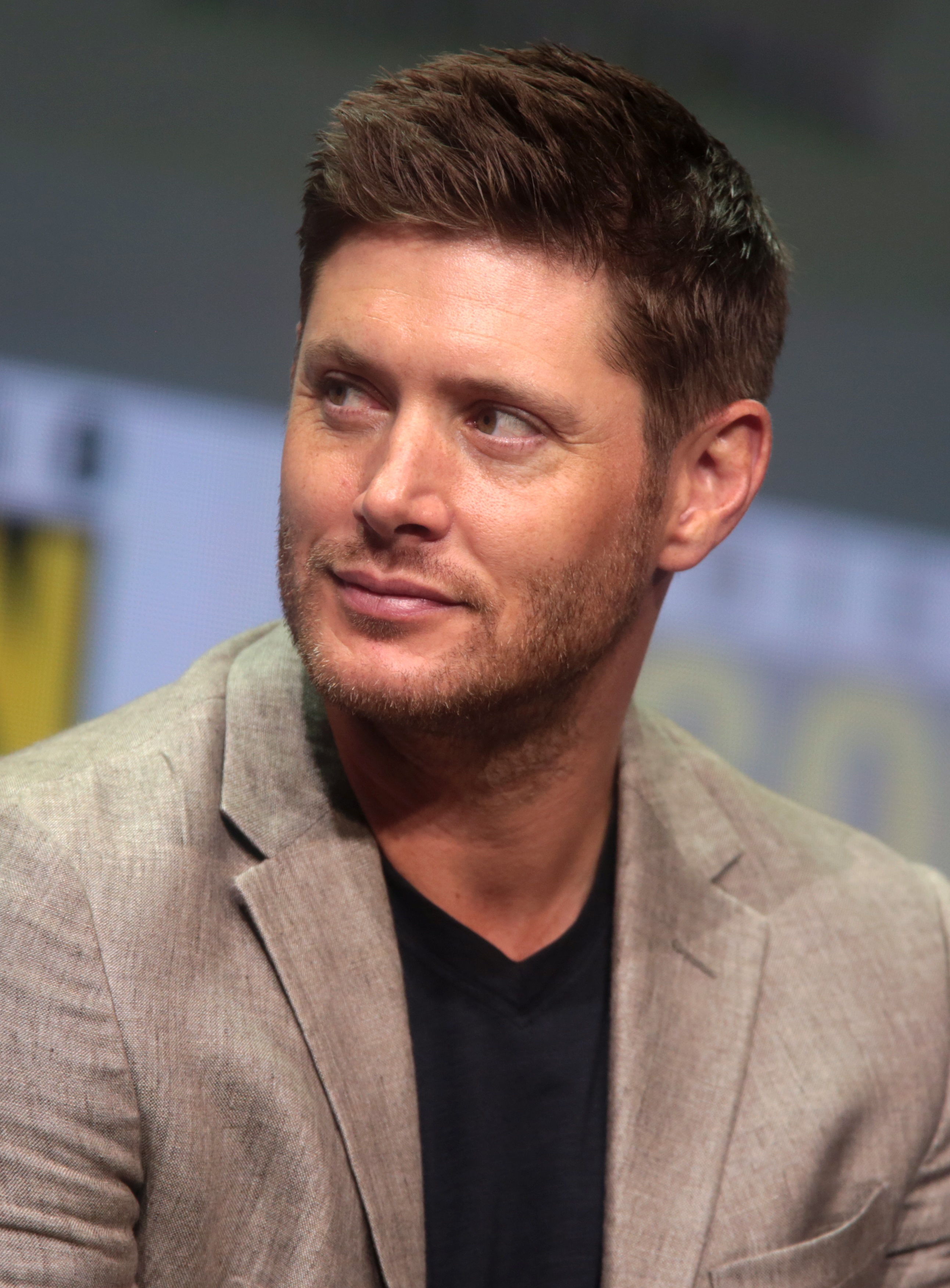
Jensen Ackles, diễn viên truyền hình.
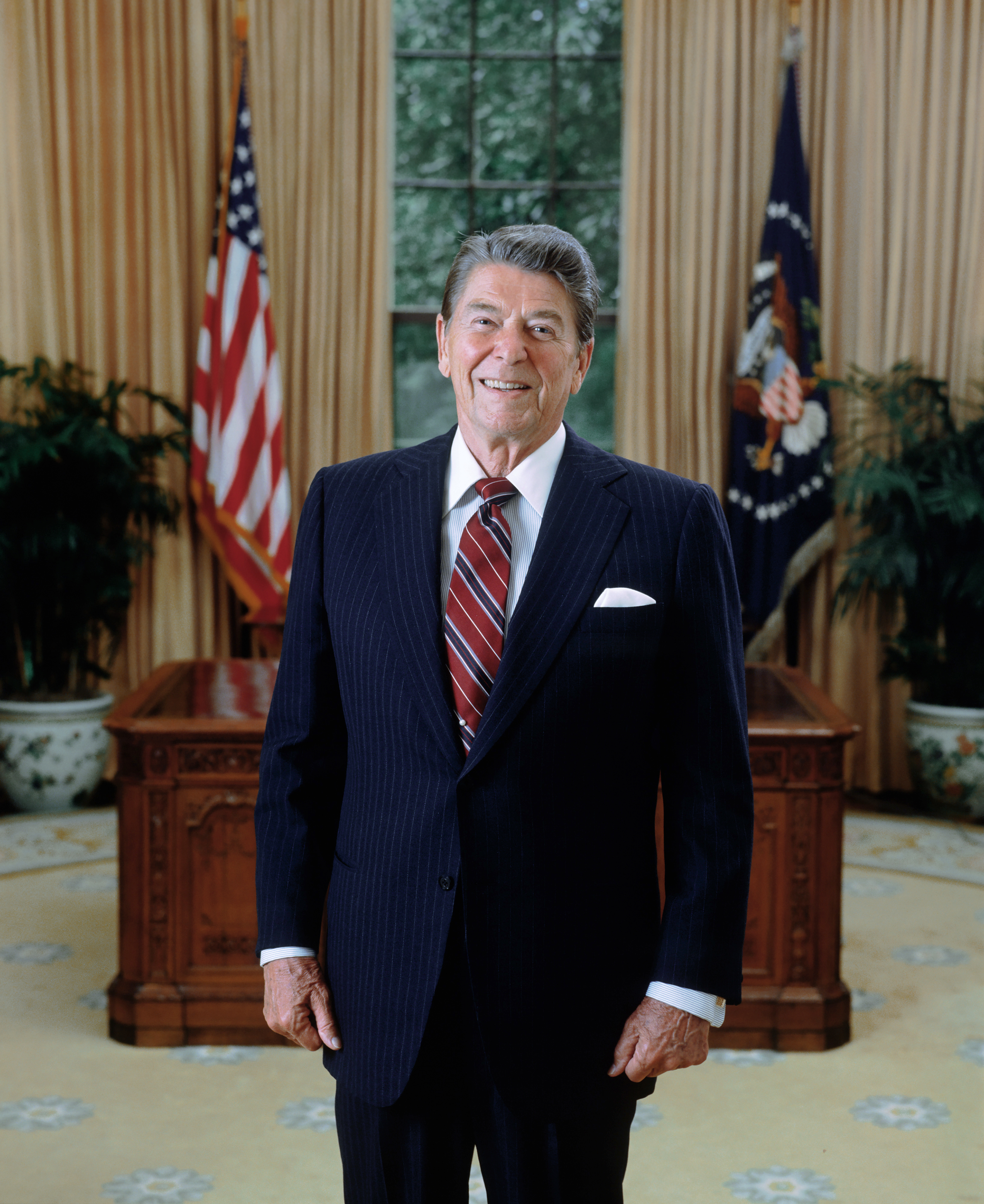
Ronald Reagan, tổng thống Mỹ thứ 40.
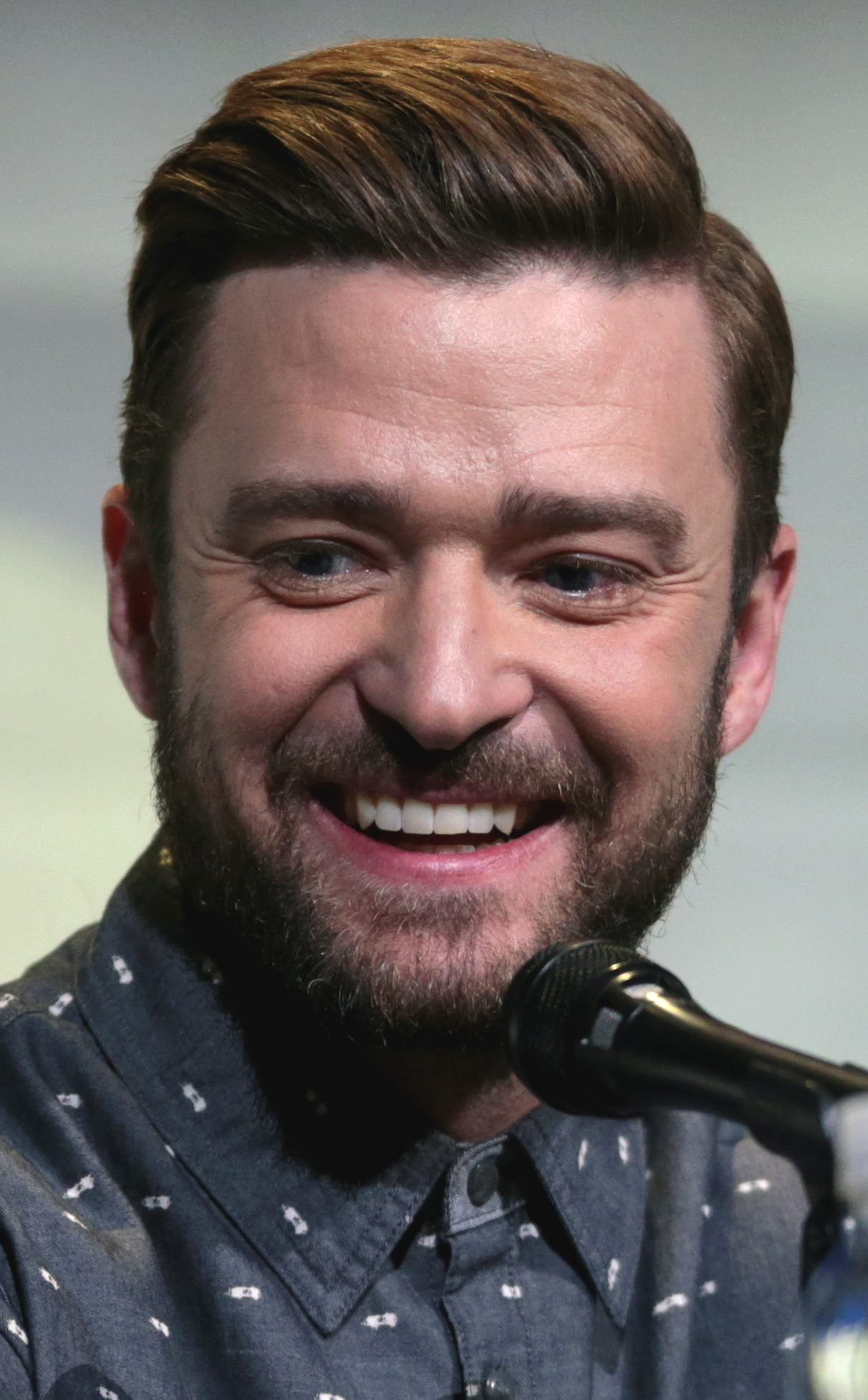
Justin Timberlake, ca sĩ.
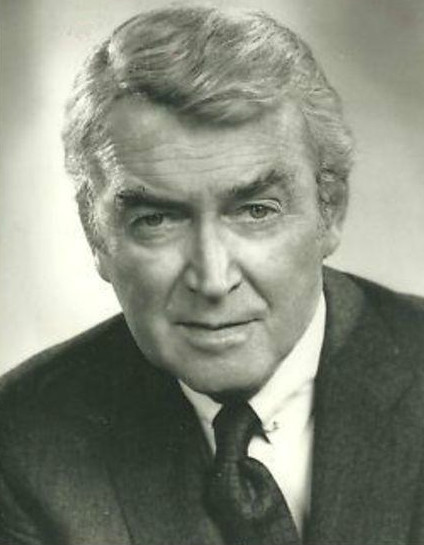
James Stewart, diễn viên.
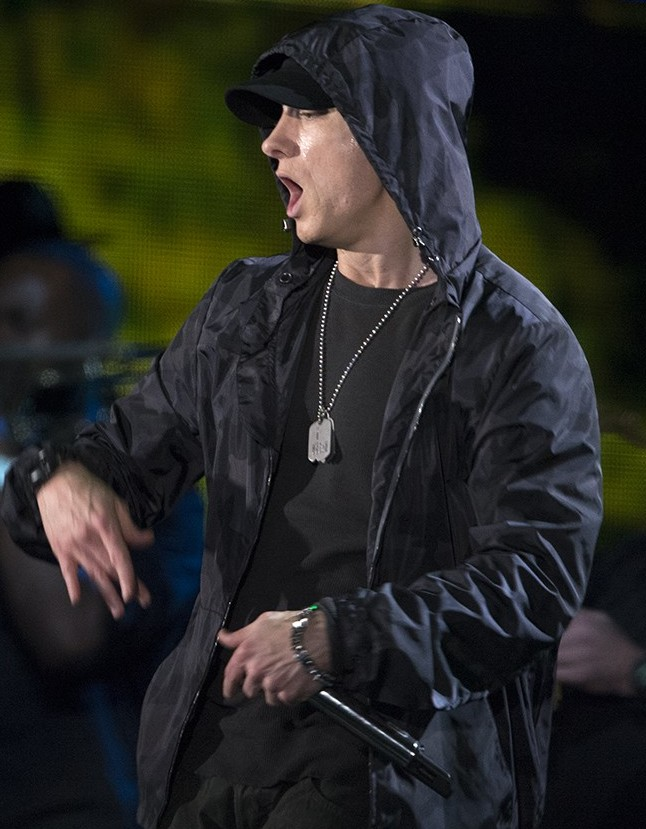
Eminiem, rapper.
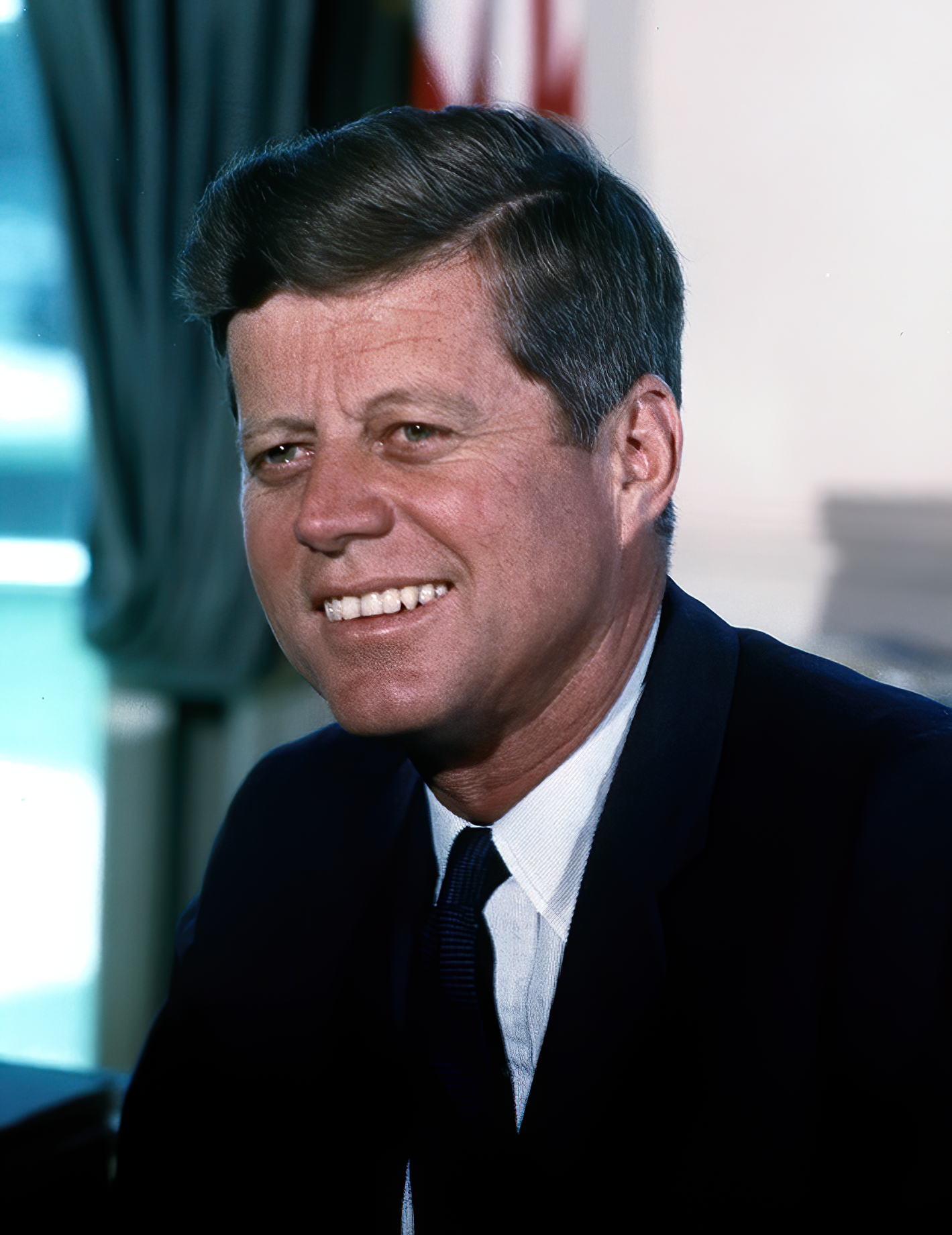
John F. Kennedy, tổng thống Mỹ thứ 35.